# Jinchang
Jinchang (en chino: 金昌市, pinyin: Jīnchāng shì) es una ciudad-prefectura en la provincia de Gansu, República Popular de China, a una distancia aproximada de 80 kilómetros de la capital provincial. Está situada en el centro de la provincia de Gansu, al oeste del río Amarillo, norte de las montañas Qilian, y al sur de la meseta Alashan. Limita al norte con Mongolia Interior, al sur  con Lanzhou, al oeste con Zhangye y al este con Wuwei. Su área ocupa 8896 km² y su población es de 464 050 habitantes (2010).

## Administración
La ciudad prefectura de Jinchang se divide en 1 distrito y 1 condado:
- Distrito Jinchuan 金川区 228,561
- Condado Yongchang 永昌县 235,489

## Economía
La agricultura y las industrias basadas en recursos naturales son la columna de la economía de la ciudad. Es llamada la capital niquél de China y tiene abundancia de recursos minerales como cuarzo, hierro, manganeso, cobre, cobalto, zinc, oro, tungsteno, piedra caliza, etc.
La instalación de un parque solar en la parte occidental con una capacidad nominal de 1 GW y de una planta de producción de energía solar con una capacidad de 300 MW fue anunciado en mayo de 2012.
El aceite vegetal es su producto agrícola primario.